# Aco dei de madrugada
Aco dei de madrugada (One Morning I Waked Up Very Early) – album studyjny amerykańskiego puzonisty jazzowego Grachana Moncura III, wydany w 1970 roku nakładem BYG Records.

## Lista utworów
Opracowano na podstawie materiału źródłowego.
Wydanie LP
Strona A
| Nr | Tytuł utworu           | Muzyka     | Długość |
| -- | ---------------------- | ---------- | ------- |
| 1. | „Aco dei de madrugada” | tradycyjne | 7:02    |
| 2. | „Ponte Io”             | tradycyjne | 6:48    |
|    |                        |            | 13:50   |

Strona B
| Nr | Tytuł utworu  | Muzyka             | Długość |
| -- | ------------- | ------------------ | ------- |
| 1. | „Osmosis”     | Grachan Moncur III | 9:27    |
| 2. | „Tiny Temper” | Moncur III         | 5:32    |
|    |               |                    | 14:59   |

## Twórcy
Opracowano na podstawie materiału źródłowego.
Muzycy:
- Grachan Moncur III – puzon
- Fernando Martins – fortepian, głos
- Beb Guérin – kontrabas
- Nelson Serra – perkusja

Produkcja:
- Jean Georgakarakos, Jean-Luc Young – produkcja muzyczna
- Claude Delcloo – produkcja wykonawcza, liner notes
- Daniel Vallancien – inżynieria dźwięku